# Stenophylax
Stenophylax is een geslacht van schietmotten uit de familie van de Limnephilidae. Het geslacht werd voor het eerst wetenschappelijk beschreven door Kolenati in 1848.

## Soorten
Het genus bevat de volgende soorten:

- Stenophylax alex W. Mey & A. Mueller, 1980
- Stenophylax badukus (W. Mey & A. Mueller, 1979)
- Stenophylax barnolanus Navás, 1917
- Stenophylax bischofi Malicky, 1992
- Stenophylax caesareicus (F. Schmid, 1959)
- Stenophylax caesareus Navás, 1917
- Stenophylax caspicus (F. Schmid, 1959)
- Stenophylax caspicus (Schmid, 1959)
- Stenophylax clavatus (A.V. Martynov, 1916)
- Stenophylax coiffaiti (H. Decamps, 1963)
- Stenophylax crossotus McLachlan, 1884
- Stenophylax curvidens F. Schmid, 1957
- Stenophylax dentilus Kobayashi, 1973
- Stenophylax elongatus Navás, 1932
- Stenophylax espanioli Schmid, 1957
- Stenophylax fissus (R. McLachlan, 1875)
- Stenophylax hatatitlus (H. Malicky, 1985)
- Stenophylax indicus (M.E. Mosely, 1936)
- Stenophylax kitagamii M. Iwata, 1927
- Stenophylax koizumii Iwata, 1928
- Stenophylax lasareus (Olah, 1985)
- Stenophylax lateralis (J.F. Stephens, 1837)
- Stenophylax lavandieri (H. Decamps, 1972)
- Stenophylax libana (H. Malicky & A. Dia, 1997)
- Stenophylax malaspinus (Schmid, 1957)
- Stenophylax malatestus (Schmid, 1957)
- Stenophylax maroccanus Navás, 1917
- Stenophylax meridiorientalis Malicky, 1982
- Stenophylax minoicus Malicky, 1982
- Stenophylax mistus Navás, 1932
- Stenophylax mitis McLachlan, 1875
- Stenophylax mucronatus McLachlan, 1880
- Stenophylax muehleni (R. McLachlan, 1884)
- Stenophylax nassarei Navás, 1925
- Stenophylax nurianus Navás, 1917
- Stenophylax nycterobius (R. McLachlan, 1875)
- Stenophylax oreinus Navás, 1921
- Stenophylax permistus McLachlan, 1895
- Stenophylax racovitzai Botosaneanu, 1959
- Stenophylax sequax (R. McLachlan, 1875)
- Stenophylax serratus Navás, 1921
- Stenophylax sinensis (N. Banks, 1940)
- Stenophylax sipahilerae (K. Kumanski & H. Malicky, 1997)
- Stenophylax solotarewi (A.V. Martynov, 1913)
- Stenophylax tauricus (A.V. Martynov, 1917)
- Stenophylax terekensis (A.V. Martynov, 1913)
- Stenophylax testaceus (J.F. Gmelin, 1789)
- Stenophylax thaleri (H. Malicky, 1985)
- Stenophylax torosicus L. Botosaneanu, 1995
- Stenophylax vibex (Curtis, 1834)
- Stenophylax wageneri (H. Malicky, 1971)
- Stenophylax zarathustra H. Malicky, 1982